# Carl Wuttke

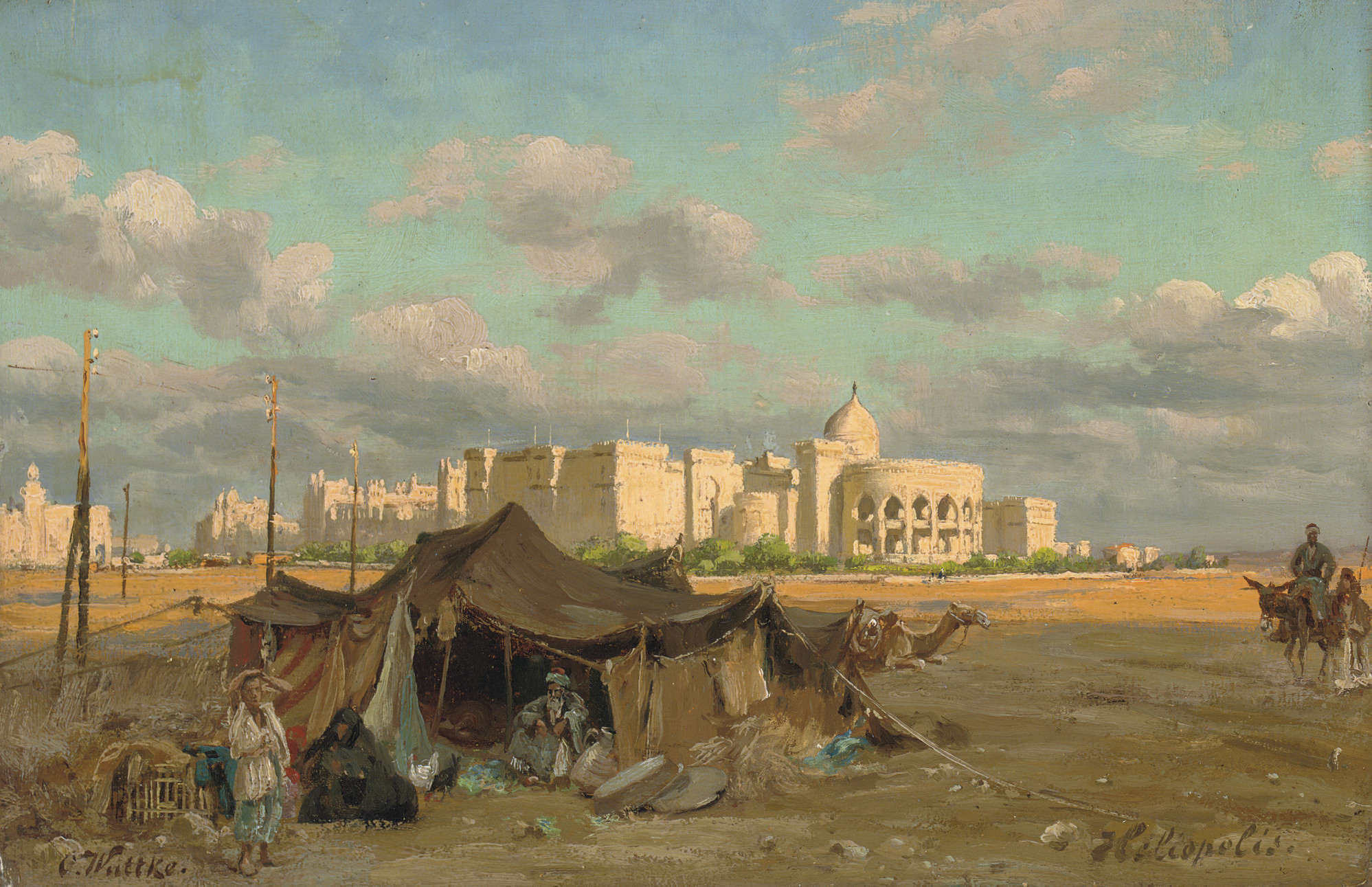
Héliopolis, Égypte

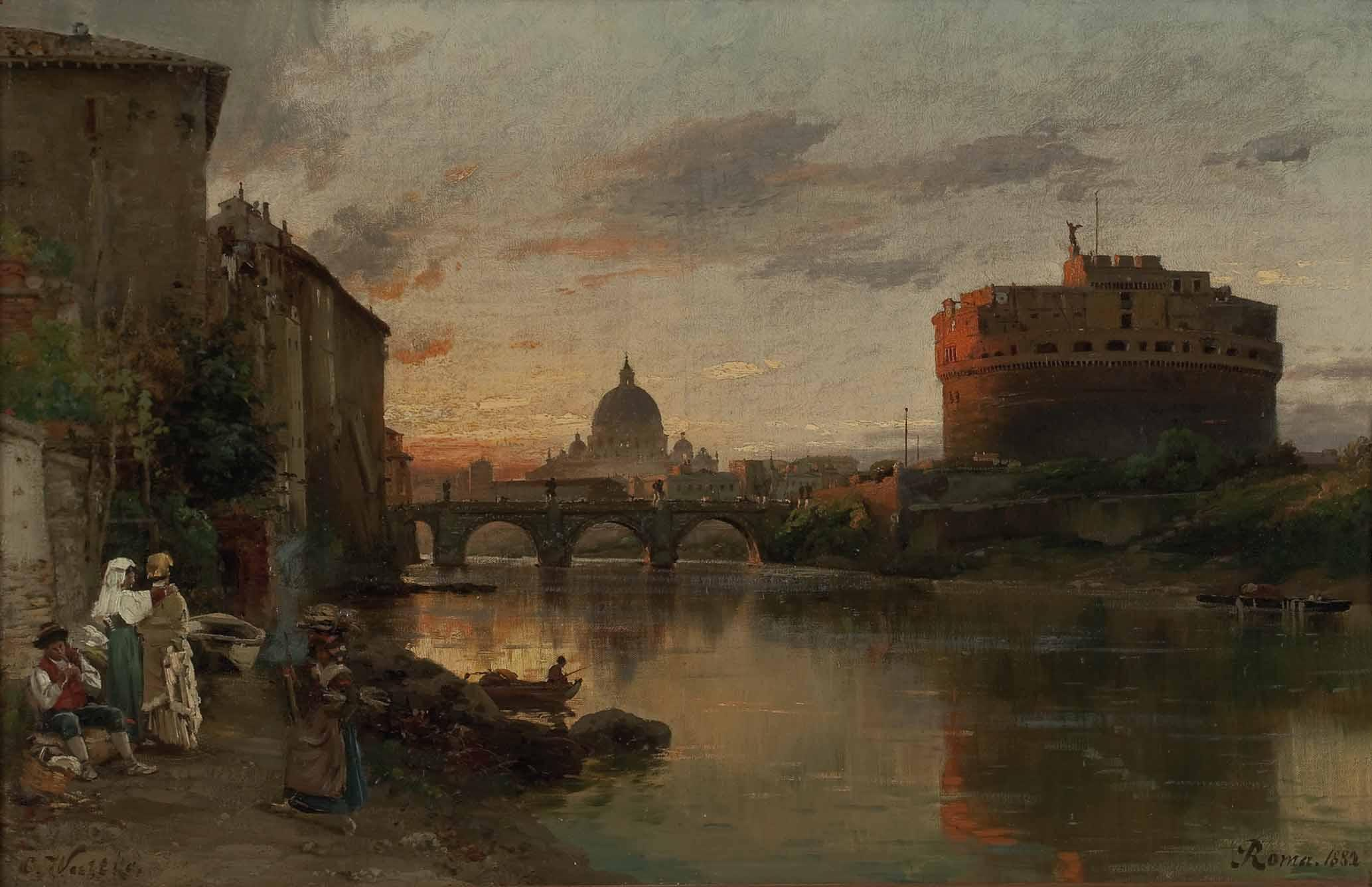
Soir sur le Tibre, près du Château Saint-Ange

Carl Wuttke (3 janvier 1849 à Trebnitz - 4 juillet 1927 à Munich) est un peintre allemand de paysages et d'architecture.

## Biographie
De 1871 à 1873, il étudie à l'Université des arts de Berlin, puis avec Angelo Quaglio à Munich. En 1874, il voyage en Italie à pied et y reste jusqu'en 1876. Après son retour en Allemagne, il étudie avec Eugen Dücker à l'Académie des beaux-arts de Düsseldorf jusqu'en 1880.
Par la suite, il retourne en Italie, visitant également la Sardaigne et la Sicile. Plusieurs de ses œuvres les plus célèbres sont esquissées dans ces régions. Il effectue également de courts séjours en Andalousie (1880) et en Norvège (1894). Après 1885, il réside à Munich.
Certains de ses voyages l'amènent dans des régions alors considérées comme exotiques, notamment en Algérie, en Égypte et au Soudan. En 1893, il visite les États-Unis et, de 1897 à 1899, entreprend un tour du monde comprenant des étapes en Chine et au Japon (1898). Ses croquis réalisés là-bas servent à créer des tableaux pour l'empereur allemand Guillaume II, accrochés dans la "Silbersaal" (Salle d'argent) du Château de Berlin.
Ses paysages incluent souvent de petites scènes de genre. Au fur et à mesure qu'il progresse, ses couleurs ont tendance à devenir plus vives et sa composition prend un effet fugace, de sorte que son travail est souvent catégorisé comme « Pré-impressionniste », mais il ne s'est jamais associé à aucun mouvement Sécessionniste.

## Écrits
- Reise-Erinnerungen von Studienfahrten rings um die Erde (Souvenirs de voyages d'études autour du monde), Franz'sche Buchdruckerei, Munich, 1914